# Фитцке, Ян
Ян Юзеф Фитцке (пол. Jan Józef Fitzke; 20 января 1909, Гдув, Малопольское воеводство — апрель 1940, Катынь) — польский историк, археолог, организатор музейного дела в городе Луцк на Волыни в целом.

## Биография
Ян Юзеф Фитцке родился 20 января 1909 года в с. Гдув Малопольского воеводства (Польша).
В 1929—1933 годах учился в Ягеллонском университете (Краков), изучая древнюю историю.
С 1930 года Фитцке — член Польского Археологического Общества.
После диплома проводил раскопки в Велюньском, Мехувском и Ласкском повятах.
В августе 1936 года Ян Фитцке приезжает работать археологом в Волынский музей в Луцк, а с 1937 года становится его главным хранителем (теперь Волынский краеведческий музей).
В течение 1936—1939 годов молодой археолог проводил регулярные раскопки на значительной территории Волынского воеводства. Самые известные исследования и находки были сделаны в Луцке (в районах Красное, Гнидава, Яровица), где исследовались поселения культуры линейно-ленточной керамики — могильник стжижовской культуры эпохи бронзы. Раскопаны курганы X—XII вв. с захоронениями с сопроводительным материалом (предметы быта, украшения, оружие), в г. Любомле — исследования на древнерусском городище Х—ХІІІ ст.; с. Боратины и с. Шепель — раскопаны курганы эпохи бронзы; в с. Дружкополе и с. Черск — кремационные могильники лужицкой культуры; в с. Берестяны — древнерусские курганы. Фитцке совершил также разведки в поселения и городища в городе Рожище, селах Кульчин, Жидычин, Коршев, Маркостав, Амбуков, Деревянное, Баев, Буяны, Линев, Белосток, Несвич.
Активно принимал участие Ян Фитцке и в работе Волынского отдела Польского краеведческого общества, был причастен к организации музейного дела в Волынском воеводстве (занимался коллекциями музея князей Острожских; собирал материалы, связанные с пребыванием на Волыни Ю. Крашевского; упорядочил нумизматическую коллекцию Волынского музея (издал также каталог монет); способствовал созданию региональных музеев в Дубне и Кременце.
Важное значение имела для молодого исследователя и работа в редакционном комитете ежемесячника «Земля Волынская» — орган Волынского отдела Польского краеведческого общества, который был посвящен культурным и краеведческим проблематикам. Опубликованные здесь статьи «Праисторический Любомль», «Над Случью», «Важные открытия в замке Любарта в Луцке» и др.
Работу молодого и перспективного исследователя прервала Вторая мировая война. За день до её начала, как подпоручик запаса, Ян Фитцке был призван в Польскую армию. Вместе со своей частью он отбывает в Новый Сонч, а затем в Бережаны.
За несколько дней пехотная часть, в которой служил Ян Фитцке, попадает в плен подразделений Красной Армии. Вместе с тысячами других польских офицеров он оказывается в лагере для военнопленных в Козельске на Смоленщине, откуда написал к родным в Краков в ноябре 1939 года последнее письмо. В конце апреля 1940 года, во время ликвидации лагеря в Катынском лесу, Ян Фитцке был расстрелян (см. «Катынский расстрел»).
Его тело было эксгумировано во время расследования 1943 года. При останках найдены бумаги. Процедура опознания находок его братом состоялась 26 января 1944 года в Институте судебной медицины в Кракове. 15 декабря 1949 года признан умершим постановлением суда в Кракове.
Как отмечает известная исследовательница Анна Кульчицкая-Лецеевич:
…деятельность Яна Фитцке была импонирующей. Ведь он написал диплом лишь в 1933 году, а в 1939 г. всё закончилось.
Ян Фитцке увековечен на памятной таблице Ягеллонского университета в Кракове. Незавершенные им археологические исследования на территории Волыни были продолжены в советское время и в годы независимости Украины: в Торчине — М. Пелещишиным, в Берестянах — В. Гупало, в Шепле — М. Кучинком, в Луцке — М. Кучинком, Г. Охрименко и О. Златогорским.

## Работы
Важнейшие публикации (волынский период):
- Археологическое наследие Яна Фитцке / Упор. Г. Охрименко, А. Златогорский, Пер. с польского Г. Охрименко, В. Дмитрук, А. Златогорский. — Луцк: Волынская обл. типография, 2005. — 488 с.
- Jan Fitzke. «Z Wołynia 1936—1939» pod red. Andrzeja Gaczoła i ks. Witolda Józefa Kowalowa, Biały Dunajec — Ostróg 2009 (Библиотека «Крик с Волыни» т. 63). (пол.)
- Badania w Gródku pow. Łuckim // Światowit. Warszawa, 1937. T. XVII; (пол.)
- Wczesnohistoryczne kurhany w Poddubcach w pow. Łuckim // Wiadomości archeologiczne. Warszawa, 1939. T. XVI; (пол.)
- Luboml przedhistoryczny // Ziemia Wołyńska. Łuck, 1938. № 8-9; (пол.)
- Cmentarzysko kultury ceramiki sznurowej w Torczynie, pow. Łuckim // Sprawozdanie Polskiej Akademii Umiejętności. — Kraków, 1938. — T. XLIII. (пол.)
- Stanowiska kultury ceramiki wstęgowej na Wołyniu: Odb.: Sprawozdania z Czynności i Posiedzeń Polskiej Akademii Umiejętności. Kraków. T. 43: 1938 nr 1. (пол.)
- Grób ciałopalny nr 86, z Zalewa II: Poznan : [s.n.], 1935 : Odb.: Przegląd Archeologiczny. 1935 t. 5 z. 1. (пол.)
- Poszukiwania archeologiczne na cmentarzysku łużyckiem w Małej Wsi w pow. wieluńskim (woj. łódzkie): Poznan : [s.n.], 1935 : Odb.: Przegląd Archeologiczny. T. 5 z. 1. (пол.)
- Poszukiwania archeologiczne w Pobiedniku w pow. miechowskim: Poznan : [s.n.], 1933 : Odb.: Przegląd Archeologiczny. T. 4 z. 3. (пол.)
- Trzy groby późnolateńskie odkryte na cmentarzysku łużyckiem w Okołowicach, powiat łaski, woj. łódzkie: Poznan : [s.n.], 1935 : Odb.: Przegląd Archeologiczny. T. 5 z. 1. (пол.)